# Pogradečki distrikt
Pogradečki distrikt (albanski: Rrethi i Pogradecit) je jedan od 36 distrikata u Albaniji, dio Korčanskog okruga. Po procjeni iz 2004. ima oko 21.000 stanovnika, a pokriva područje od 725 km². 
Nalazi se na istoku države, a sjedište mu je grad Pogradec. Distrikt se sastoji od sljedećih općina:
- Buçimas
- Çërravë
- Dardhas
- Hudenisht
- Pogradec
- Proptisht
- Trebinjë
- Velçan